# Cambridge University Press

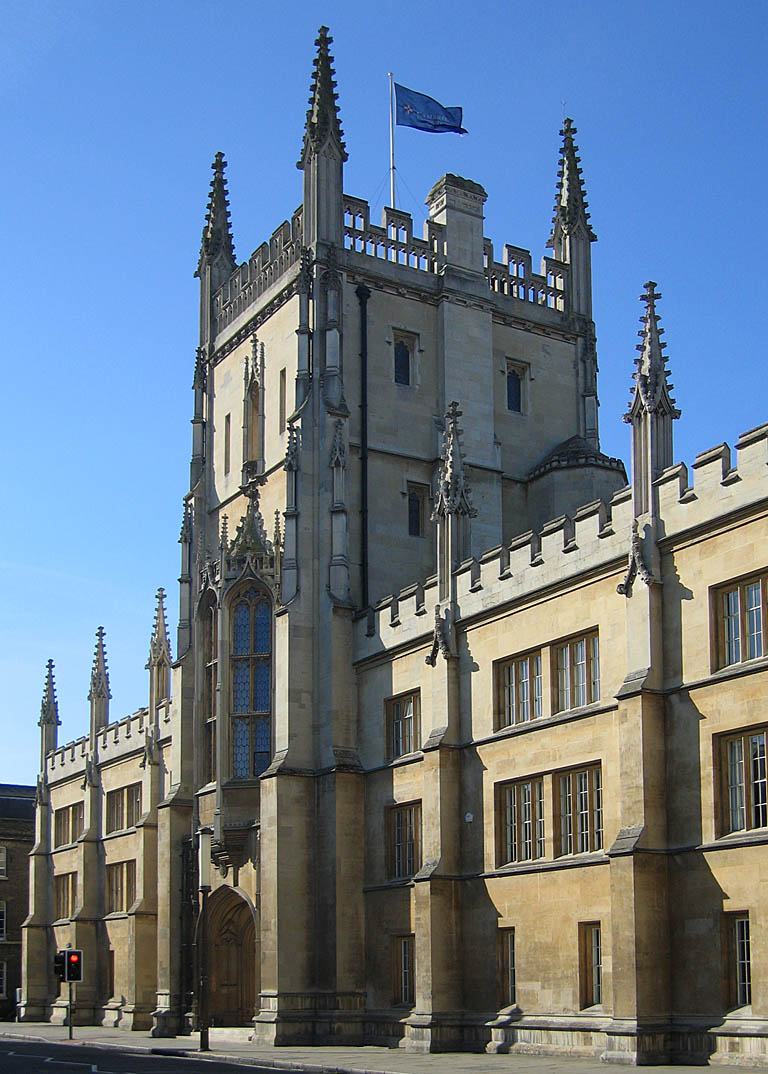
Pitt Building, der Hauptsitz der Cambridge University Press

Die Cambridge University Press (auch kurz CUP genannt) ist ein Universitätsverlag und Bestandteil der University of Cambridge in England. Seinen Hauptsitz hat das Unternehmen in Cambridge, die rund 1800 Angestellten verteilen sich aber auf 60 Niederlassungen weltweit. Im Oktober 2019 hatte die Cambridge University Press über 50.000 Titel im Angebot, jährlich kommen 2500 neue Internationale Standard-Buchnummern dazu. Der Verlag gibt über 250 Wissenschaftszeitschriften heraus.

## Geschichte
Der Verlag erhielt 1534 von Heinrich VIII die Rechte zum Drucken von Büchern und ist damit nach dem Schweizer Schwabe Verlag in Basel (Gründung im Jahr 1488) der weltweit zweitälteste, ohne Unterbrechungen existierende Verlag. Cambridge University Press ist mit der Oxford University Press eine von zwei privileged presses mit dem Druckrecht für die King-James-Bibel.
Zu den Autoren des Verlags gehörten unter anderen John Milton, William Harvey, Isaac Newton, Bertrand Russell und Stephen Hawking.

## Affäre umThe China Quarterly
Großes Aufsehen erregte, dass die von der Cambridge University Press verlegte Zeitschrift The China Quarterly (CQ) im Jahre 2017 den Zugang zu 315 Beiträgen ihrer Online-Ausgabe für Leser in der Volksrepublik China zeitweise sperrte, da es „Anfragen“ der chinesischen Behörden gegeben hatte. Die gesperrten Artikel behandelten für die Kommunistische Partei Chinas heikle Themen, unter anderem die durch den Großen Sprung nach vorn ausgelöste Hungerkatastrophe (1959–1961) mit geschätzt 45 Millionen Opfern, die Große Proletarische Kulturrevolution (1966–76), das Tian’anmen-Massaker (Juni 1989, Beijing) und die Proteste in Hongkong (2014). Wissenschaftler kritisierten die Sperrung als Selbstzensur.